# The Early Beatles
Albums nord-américains des Beatles
Beatles '65
(1964) Beatles VI
(1965)
The Early Beatles est un album américain du groupe britannique The Beatles, publié le 22 mars 1965 par Capitol Records. C'est une réédition modifiée du disque Introducing... The Beatles, sortie par l'étiquette Vee Jay en 1964, elle-même une version écourtée de l'album britannique Please Please Me.

## Publication
Après le succès en Angleterre et en Europe des premiers enregistrements des Beatles, Brian Epstein et George Martin planifient évidemment de publier les disques en Amérique. Mais Dave Dexter Jr., un producteur de Capitol Records, label américain appartenant à EMI, décline d’en faire la mise en marché. Capitol Records of Canada a pourtant déjà mis en marché Beatlemania! With the Beatles et bientôt sa propre version de l'album Please Please Me sous le titre Twist and Shout. Martin choisi donc le label indépendant Vee-Jay Records, pour publier, en janvier 1964, le disque Please Please Me aux États-Unis, en version écourtée, sous le nom Introducing... The Beatles.
Enfin, Capitol Records se ravise et s'accorde les droits des nouvelles compositions du groupe et publie des configurations très différentes des disques britanniques, en commençant par le single I Want to Hold Your Hand / I Saw Her Standing There (au lieu de la face B This Boy du single britannique) en décembre 1963 suivi le mois suivant de l'album Meet the Beatles!, une version écourtée de With the Beatles.
Vee Jay continue d’éditer de différentes façons la quinzaine de chansons qu’elle a en sa possession et, tant bien que mal, réussi à en vendre plus d’un million d’exemplaires. Le 15 octobre 1964, après maintes péripéties juridiques, Vee Jay perd définitivement les droits sur ces chansons et le disque Introducing... The Beatles disparaît des points de vente. Capitol Records publiera donc, le 22 mars 1965, l'album The Early Beatles pour compléter sa discographie. Sur la pochette se retrouve la phrase; « Eleven of Their 1964 American Hit Recordings Now on Capitol » (Onze de leurs succès américains de 1964 maintenant sur Capitol). Le 24 avril 1964, cette réédition entre dans le Billboard 200 à la quarante-troisième place, sa position maximale, et demeure dans ce palmarès pour trente-cinq semaines.
Ce 33 tours contient la plupart des titres du disque Introducing... The Beatles mais avec quelques variations. On y rajoute les pièces Please Please Me et Ask Me Why, issues du deuxième single britannique du groupe, qui avaient été supprimées du disque originel par Vee Jay. La pièce I Saw Her Standing There, qui avait déjà été publiée sur l'album Meet the Beatles, est enlevée. On omet aussi les chansons There's a Place et Misery qui seront publiées par Capitol, sur l'étiquette Star Line, en face B de singles. Ces deux pièces, longtemps introuvables aux USA sur un album, seront publiées en 1980 sur la version américaine du 33-tours Rarities.
La photo de la pochette est prise dans le parc Hyde à Londres par Robert Freeman pendant la séance photo du disque Beatles for Sale et apparait aussi à l'endos de la pochette ouvrante de l'album britannique.

## Pistes
Les chansons sont composées par John Lennon et Paul McCartney, sauf mention contraire. Toutes les pistes sont originellement tirées de l'album britannique Please Please Me.
- Face 1 :
  1. Love Me Do – 2:22 [n 2]
  2. Twist and Shout (Phil Medley, Bert Russell) – 2:33
  3. Anna (Go to Him) (Arthur Alexander) – 2:57
  4. Chains (Gerry Goffin, Carole King) – 2:26
  5. Boys (Luther Dixon, Wes Farrell (en)) – 2:27
  6. Ask Me Why - 2:24
- Face 2 :
  1. Please Please Me - 2:03
  2. P.S. I Love You – 2:05 [n 3]
  3. Baby It's You (Mack David, Barney Williams, Burt Bacharach) – 2:38
  4. A Taste of Honey (Bobby Scott, Ric Marlow) – 2:05
  5. Do You Want to Know a Secret – 1:59

## Rééditions
Ce disque a été réédité en CD le 11 avril 2006, avec les mixages effectués à l'époque par Capitol Records, dans la collection The Capitol Albums Volume 2 et, en janvier 2014, cette fois avec les mixages de la réédition de 2009, dans la collection The U.S. Albums.
Bien qu'il n'ait été mis en marché qu'en 1965, cet album est tout de même inclus, sur un 33 tours en vinyle 180 grammes, dans le boîtier 1964 US Albums in Mono sorti le 22 novembre 2024.